# 広宗糸継
広宗 糸継（ひろむね の いとつぐ、生没年不詳）は、平安時代初期から前期にかけての貴族。氏姓は東部（無姓）のち広宗連、広宗宿禰。官位は従五位上・越中守。

## 出自
東部（）氏は高句麗系渡来氏族で、呼称は高句麗五部の一つである東部に由来する。

## 経歴
嵯峨朝初頭の弘仁2年（811年）東部黒麻呂が広宗連の賜姓を受けた際、糸継も同時に改姓したか。
嵯峨朝末の弘仁14年（823年）外従五位下に叙せられると、淳和朝末の天長9年（832年）外正五位下に昇叙された。またこののち、連姓から宿禰姓に改姓している。
仁明朝の承和3年（836年）内位の従五位下に叙せられ、承和9年（842年）玄蕃頭に任ぜられる。またこの間の承和7年（840年）淳和上皇の崩御に際して、従四位下・岑成王らとともに養役夫司を務めた。
文徳朝の仁寿3年（853年）従五位上に昇叙され、清和朝初頭の天安3年（859年）越中守に任ぜられている。

## 官歴
『六国史』による。
- 弘仁2年（811年） 8月27日：東部（無姓）から広宗連に改姓
- 時期不詳：正六位上
- 弘仁14年（823年） 正月7日：外従五位下
- 天長9年（832年） 正月7日：外正五位下（越階）
- 時期不詳：連姓から宿禰姓に改姓
- 承和3年（836年） 正月7日：従五位下（内位）
- 承和7年（840年） 5月8日：養役夫司（淳和上皇葬儀）
- 承和9年（842年） 8月11日：玄蕃頭
- 仁寿3年（853年） 正月7日：従五位上
- 天安3年（859年） 正月13日：越中守